# Казанцев Євген Геннадійович
Євге́н Генна́дійович Каза́нцев — старший сержант Збройних сил України.

## Нагороди
За особисту мужність, сумлінне та бездоганне служіння Українському народові, зразкове виконання військового обов'язку відзначений — нагороджений
- 15 вересня 2015 року — орденом «За мужність» III ступеня.